# Cuevas de Frasassi

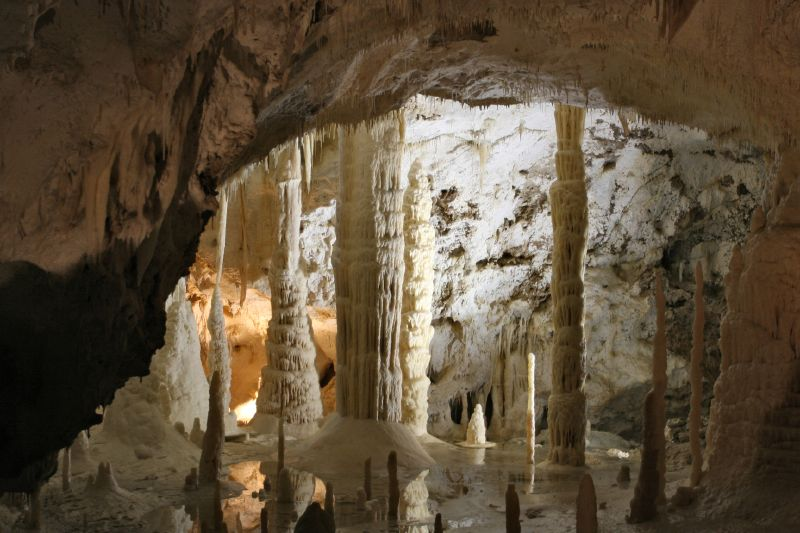
Interior de las cuevas.

Las cuevas de Frasassi,(en italiano, Grotte di Frasassi) son una red de cavernas karsticas italianas que se encuentran en el interior del parque natural regional de la Gola della Rossa y de Frasassi (Parco naturale regionale della Gola della Rossa e di Frasassi) en el municipio de Genga (provincia de Ancona y región de las Marcas).
Las cuevas fueron descubiertas el 28 de junio de 1948 cuando algunos componentes del grupo espeleológico de Ancona descubrieron la entrada de la primera gruta, llamada «grotta del Fiume». Fueron descubriéndose otras cavidades de la misma red hasta que, el 25 de septiembre de 1971 el grupo espeleológico CAI de Ancona descubrió la «Grotta Grande del Vento»; el equipamiento no les permitió descender hasta la base de la cavidad, y calcularon la altura lanzando una piedra y midiendo el tiempo de caída, con lo que calcularon 100 metros. Posteriormente se dotaron de equipamiento adecuado y exploraron el inmenso espacio que se fue llamado «Abisso Ancona» (abismo Ancona) en honor de la ciudad de los descubridores. La noticia del descubrimiento se difundió a través de los periódicos y es a partir de entonces cuando comenzó la fama entre el gran público de las cuevas de Frasassi.
Este «Abisso Ancona» tiene una extensión de 180x120m y de 200m de altura y es tan grande (más de dos millones de m³) que en su interior podrían contenerse la Catedral de Milán.
Los descubrimientos se sucedieron a lo largo de los años y fueron explorados otros ambientes más o menos accesibles. Hasta el momento el complejo de cavernas de Frasassi tiene una longitud de más de 30 kilómetros, pero solamente se visita 1,5 kilómetros. En el interior la temperatura se mantiene constante a lo largo de todo el año, en 14º.
El 1 de septiembre de 1974 parte de las grutas se abrieron al público y son una de las mayores atracciones turísticas de las Marcas, estimándose en más de 10 millones de visitantes.

## Galería

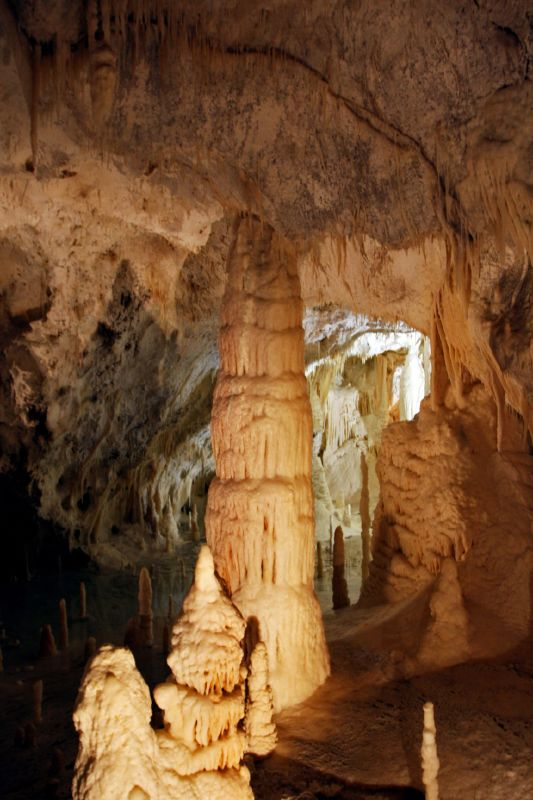
Estalactita en el interior de la cueva.
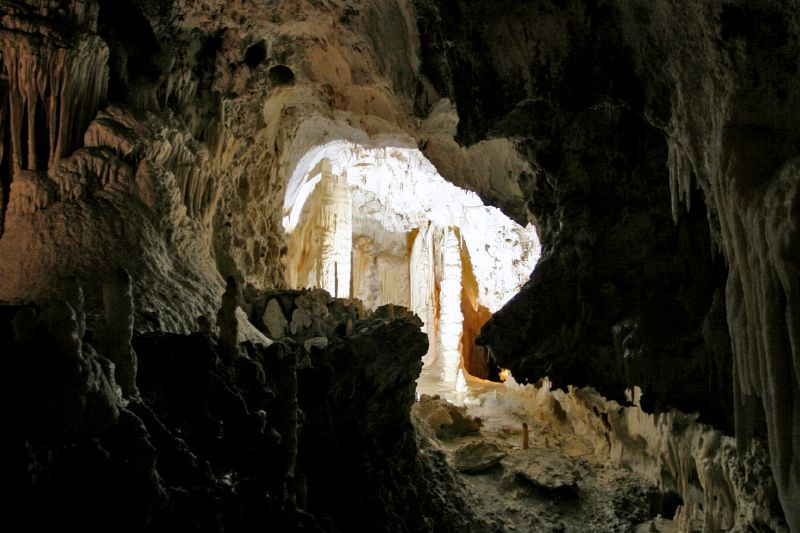
Entrada a la red de galerías.
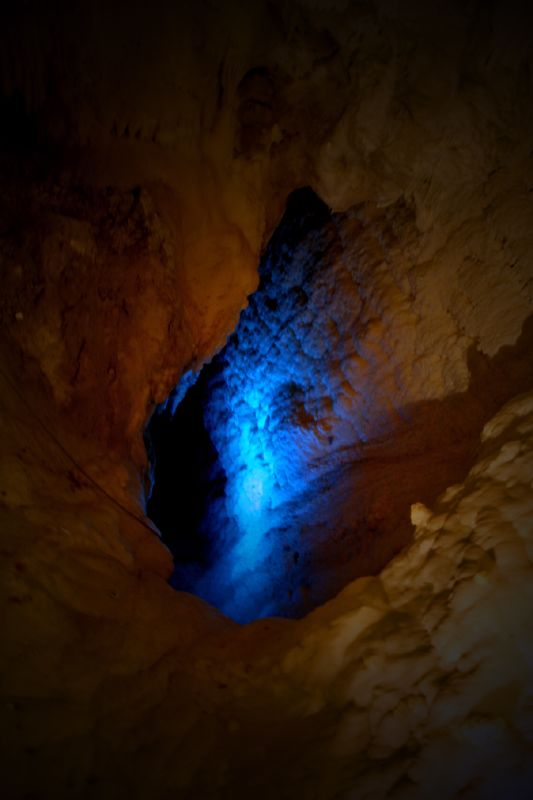
"Il Pozzo", una enorme cascada de más de 60 m de profundidad,
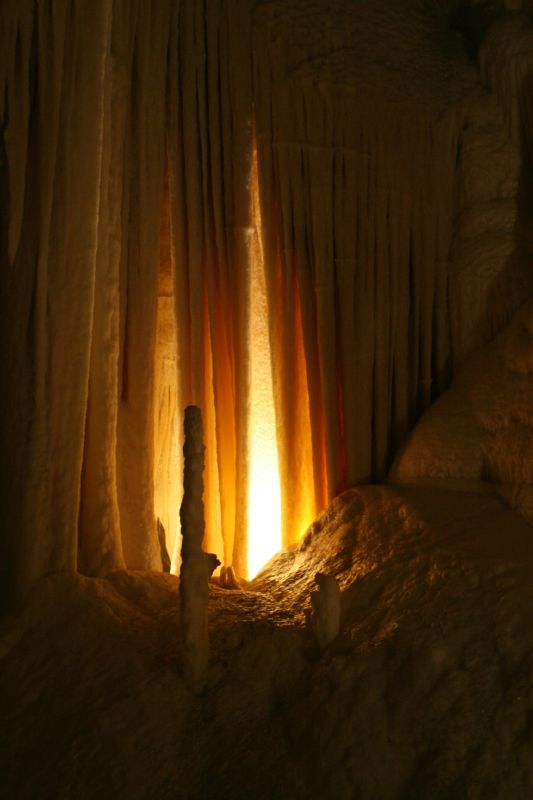
"Canne d'Organo", donde varias estalactitas y estalagmitas dan semejanza a un órgano.

## Cuevas hermanadas
- Francia, Cuevas de Les Eyzies-de-Tayac-Sireuil (Aquitania).
- Polonia, Minas de sal de Wieliczka (voivodato de Pequeña Polonia).
- Estados Unidos, Kartchner Caverns State Park (Arizona).